# Lucius Iunius Gallio
Lucius Iunius Gallio (Kr. e. 1. század) ókori római szónok.
Idősebb Seneca és Ovidius barátja volt. Quintilianus szerint egy retorikai munkát szerzett, amely Szent Jeromos idejében még megvolt, ezen kívül néhány declamatio szerzősége köthető nevéhez. Adoptálta Seneca idősebb fiát, Marcus Annaeus Novatust, akit ettől fogva szintén Lucius Iunius Gallionak hívtak.